# Zelin Mrzlovodički
Zelin Mrzlovodički je naselje u Hrvatskoj u općini Lokvama. Nalazi se u Primorsko-goranskoj županiji.

## Zemljopis
Jugozapadno, južno i jugoistočno je Lokvarsko jezero, dalje prema jugozapadu je Mrzla Vodica. Sjeverno je Zelin Crnoluški. Dalje prema istoku je Lazac Lokvarski.

## Stanovništvo
Na popisu stanovništva 2011. godine, Zelin Mrzlovodički je imao 16 stanovnika.
| broj stanovnika | 38    | 59    | 50    | 46    | 52    | 54    | 49    | 61    | 47    | 77    | 54    | 37    | 18    | 11    | 14    | 16    | 14    |
|                 | 1857. | 1869. | 1880. | 1890. | 1900. | 1910. | 1921. | 1931. | 1948. | 1953. | 1961. | 1971. | 1981. | 1991. | 2001. | 2011. | 2021. |